# 1975-ös Formula–1 spanyol nagydíj
A spanyol nagydíj volt az 1975-ös Formula–1 világbajnokság negyedik futama.

## Futam
| Helyezés | #  | Versenyző          | Csapat/Motor     | Körök | Idő/Kiesés oka    | Rajthely | Pontszám |
| -------- | -- | ------------------ | ---------------- | ----- | ----------------- | -------- | -------- |
| 1        | 2  | Jochen Mass        | McLaren-Ford     | 29    | 42:53,7           | 11       | 4.5      |
| 2        | 6  | Jacky Ickx         | Lotus-Ford       | 29    | + 1,1             | 16       | 3        |
| 3        | 7  | Carlos Reutemann   | Brabham-Ford     | 28    | + 1 kör           | 15       | 2        |
| 4        | 17 | Jean-Pierre Jarier | Shadow-Ford      | 28    | + 1 kör           | 10       | 1.5      |
| 5        | 9  | Vittorio Brambilla | March-Ford       | 28    | + 1 kör           | 5        | 1        |
| 6        | 10 | Lella Lombardi     | March-Ford       | 27    | + 2 kör           | 24       | 0.5      |
| 7        | 21 | Tony Brise         | Williams-Ford    | 27    | + 2 kör           | 18       |          |
| 8        | 18 | John Watson        | Surtees-Ford     | 26    | + 3 kör           | 6        |          |
| HN       | 11 | Clay Regazzoni     | Ferrari          | 25    | + 4 kör           | 2        |          |
| Ki       | 22 | Rolf Stommelen     | Lola-Ford        | 25    | baleset           | 9        |          |
| Ki       | 8  | Carlos Pace        | Brabham-Ford     | 25    | baleset           | 14       |          |
| Ki       | 16 | Tom Pryce          | Shadow-Ford      | 23    | baleset           | 8        |          |
| Ki       | 5  | Ronnie Peterson    | Lotus-Ford       | 23    | felfüggesztés     | 12       |          |
| Ki       | 31 | Roelof Wunderink   | Ensign-Ford      | 20    | erőátvitel        | 19       |          |
| HN       | 23 | François Migault   | Lola-Ford        | 18    | + 7 kör           | 22       |          |
| Ki       | 27 | Mario Andretti     | Parnelli-Ford    | 16    | felfüggesztés     | 4        |          |
| Ki       | 14 | Bob Evans          | BRM              | 7     | üzemanyagrendszer | 23       |          |
| Ki       | 24 | James Hunt         | Hesketh-Ford     | 6     | baleset           | 3        |          |
| Ki       | 3  | Jody Scheckter     | Tyrrell-Ford     | 3     | motorhiba         | 13       |          |
| Ki       | 28 | Mark Donohue       | Team Penske-Ford | 3     | baleset           | 17       |          |
| Ki       | 25 | Alan Jones         | Hesketh-Ford     | 3     | baleset           | 20       |          |
| Ki       | 4  | Patrick Depailler  | Tyrrell-Ford     | 1     | baleset           | 7        |          |
| Ki       | 30 | Wilson Fittipaldi  | Fittipaldi-Ford  | 1     | kiállt            | 21       |          |
| Ki       | 20 | Arturo Merzario    | Williams-Ford    | 1     | kiállt            | 25       |          |
| Ki       | 12 | Niki Lauda         | Ferrari          | 0     | baleset           | 1        |          |
| Ni       | 1  | Emerson Fittipaldi | McLaren-Ford     | 0     | nem indult        | 26       |          |

## Statisztikák
Vezető helyen:
- James Hunt: 6 (1-6)
- Mario Andretti: 10 (7-16)
- Rolf Stommelen: 8 (17-21 / 23-25)
- Carlos Pace: 1 (22)
- Jochen Mass: 3 (26-27 / 29)
- Jacky Ickx: 1 (28)

Jochen Mass egyetlen győzelme, Niki Lauda 10. pole-pozíciója, Mario Andretti 2. leggyorsabb köre.
- McLaren 14. győzelme.

Alan Jones első versenye.
Lella Lombardi első pontja (0.5 pt).
A futamot Rolf Stommelen és Carlos Pace súlyos balesete miatt félbeszakították és nem indították újra, így a pontszerző helyen végzők csak fél pontokat kaptak, a szétrepülő alkatrészek miatt 5 ember meghalt.